# Sadou Hayatou
Sadou Hayatou (Garua, 15 de fevereiro de 1942 — Genebra, 1 de agosto de 2019) foi um político camaronês. Foi primeiro-ministro dos Camarões, entre 26 de abril de 1991 e 9 de abril de 1992, sendo indicado ao cargo pelo presidente Paul Biya. Também foi ministro da Agricultura, em 1984, e ministro das Finanças, entre 1987 e 1990. Pertencia ao partido Reunião Democrática do Povo de Camarões (RDPC).

## Biografia

### Primeiros anos
Nasceu em Garua, no departamento de Benué, na região norte de Camarões.
Fez a maior parte de seus estudos na França. É formado em economia pela Universidade de Toulouse, depois obteve um diploma pela École nationale de la France d'outre-mer (ENFOM), de Paris.

### Início da carreira política
Retornou aos Camarões, em 1967. Em 1968, foi nomeado diretor-adjunto de Commodities do Ministério do Desenvolvimento Industrial e, em 1969, tornou-se seu diretor.
Em 1974, foi nomeado gerente-geral adjunto do Banque Internationale du Cameroun pour l'Épargne et le Crédit (BICEC) — naquele momento ainda nomeado como Banque Internationale du Cameroun pour l'Industrie et le Crédit (BICIC), até 1997 — e, promovido a CEO, em 1976 e, depois, em 1979, tornou-se diretor administrativo.

### Ministérios
Foi ministro da Agricultura, entre 22 de agosto de 1983 e 24 de agosto de 1985, durante o período do primeiro-ministro Luc Ayang.
Depois, já entre 1985 e 1991 — quando o cargo de primeiro-ministro foi abolido — foi ministro do Planejamento e Desenvolvimento Regional, entre 24 de agosto de 1985 e 4 de dezembro de 1987; ministro das Finanças, entre 4 de dezembro de 1987 e 7 de setembro de 1990; e secretário-geral da Presidência da República, entre 7 de setembro de 1990 e 25 de abril de 1991. Cargos nomeados pelo presidente Paul Biya.

### Primeiro-ministro
Em 26 de abril de 1991, foi nomeado para o cargo de primeiro-ministro, que foi recriado pelo presidente Paul Biya. Permaneceu naquela posição até 9 de abril de 1992, quando Simon Achidi Achu assumiu o cargo.

### Pós-primeiro-ministro
Atuou como diretor nacional do Banco dos Estados da África Central (BEAC), em Iaundé (sede do banco), entre março de 1993 e 1 de janeiro de 2008. Mesmo tendo superado a idade máxima de 60 anos, foi mantido no cargo por mais cinco anos pelo governador do banco, Jean-Félix Mamalepot.

### Morte
Morreu em 1 de agosto de 2019, após uma longa doença enquanto estava sendo tratado na clínica Genolier, em Genebra, na Suíça.

### Vida pessoal
Era filho de uma família poderosa chefiada pelo ex-Lamido de Garoua (líder tradicional Fulani) Amadou Hayatou (1952–2000) e irmão de Issa Hayatou, que foi presidente interino da Federação Internacional de Futebol (FIFA).